# Anno 1404
Anno 1404 (лат. Год 1404) — градостроительный экономический симулятор реального времени.
Anno 1404 продолжает серию игр Anno, являясь приквелом Anno 1701 и предваряя футуристический Anno 2070. Несмотря на то, что сюжет игры вращается вокруг вымышленных событий, общая концепция базируется на реальных исторических прототипах: крестовые походы, становление готической архитектуры, постройка кафедральных соборов, ганзейский торговый союз, расцвет патрицианства и ранних форм капитализма.
26 февраля 2010 года было опубликовано расширение Anno 1404: Венеция, добавившее мультиплеер и другие усовершенствования в игру.

## Обзор
Как и в остальных частях серии Anno, игрок, по призыву своей родной страны, создает поселения и развивает их, взаимодействуя с управляемыми компьютером персонажами. Игроку необходимо колонизировать острова, прокладывать дороги, строить дома и производственные предприятия для удовлетворения потребностей горожан, а также вступать в дипломатические отношения с NPC и вести морские и сухопутные сражения.
Одной из важнейших задач в игре в аспекте «градостроительства» является постройка монументов «Императорский собор» и «Султанская мечеть». Строительство разбито на несколько фаз, каждая из которых требует соответствия поселения определённым критериям. Прежде чем приступать непосредственно к постройке, игроку требуется накопить значительное количество ресурсов. Сам процесс возведения собора очень схож с таковым в предыдущей игре серии, Anno 1701.
Торговля является неотъемлемым элементом геймплея, так как европейские горожане в определённый момент перестают увеличивать население без доступа к специям, а позже — и к кварцу, произвести которые можно лишь на островах Востока. Более того, несмотря на возможность получать доход с налогообложения населения, очень сложно накопить достаточно денег для строительства монументальных сооружений без активной и широкой торговли. Этот процесс сильно облегчен благодаря автоматизации торговли: есть возможность выставить товары на продажу постоянно приплывающим к острову кораблям.
В процессе прохождения игрок получает доступ к военным судам и войскам, позволяющим вторгнуться на чужие земли и уничтожить других игроков.
Anno 1404 получила обновлённый интерфейс, острова и мир большего размера, режим песочницы и другие возможности, ранее не использованные в серии.

## Сюжет
Кампания начинается с назначения игрока управителем европейского поселения. Император болен, и лорд Ричард Нортберг, кузен и казначей Его Величества, затевает строительство грандиозного кафедрального собора, чтобы молиться о здравии брата. Тем временем кардинал Луций начинает подготовку к крестовому походу против сарацин на Востоке, осуществляемого Гаем Форкасом.
В первых главах кампании игрок обучается основам геймплея и экономики осуществляя поддержку Нортберга и Форкаса поставками товаров и выполнением различных задач, попутно знакомясь с другими игровыми персонажами.
С выходом подготовленных к походу кораблей из порта лорду Нортбергу начинают открываться следы загадочного исчезновения. Вместе с игроком он отправляется на Восток и вступает в дипломатические отношения Великим Визирем Султана, Аль-Захиром, который помогает игроку победить корсаров и разрушить канал поставки украденных детей. Далее сюжет развивается с появлением улик, свидетельствующих о вовлечении героев в зловещий заговор, целью которого является дворцовый переворот и захват императорской власти. Слишком близко подобравшегося к разгадке лорда Нортберга захватывают в плен, и игроку приходится докапываться до истины самому.
На протяжении следующих нескольких глав игроку требуется заполучить новых сторонников, убедить командующую крестовым походом в том, что ей манипулировали, прикрываясь благими намерениями и пережить множество нападений ради победы над злодеями и восстановления законной власти Императора.
Кампания разделена на 8 глав, каждая из которых может быть сыграна на 3-х разных уровнях сложности: простой, средний и сложный. Кроме представления игроку сюжета, режим кампании служит также руководством для подготовки к более сложным игровым сценариям и бесконечному режиму игры.
Все основные персонажи, упомянутые в режиме кампании также встречаются в других сценариях и могут быть выбраны как оппоненты в бесконечной игре, и хотя их действия не будут зависеть от событий кампании, они сохранят отличительные черты характера. В других режимах Лорд Нортберг и Аль-Захир исполняют роли менторов и торговых партнёров, кем они, по сути, и являлись в рамках кампании.

## Геймплей

### Новые возможности
В Anno 1404 появилось несколько новых возможностей, отличающих её от трёх предшественниц: Anno 1503, Anno 1602 и Anno 1701. Они включают:

#### Европа и Восток
Как и в Anno 1701, игровой мир разделен на две различающиеся культурой зоны. В Anno 1404 эти зоны были вдохновлены, хоть и без претензии на историческую точность, северо-западной Европой эпохи Ренессанса и средневековым Ближним Востоком, упоминаемыми как Европа и Восток соответственно. Важнейшим отличием от предыдущих частей серии является необходимость строительства Европейских и Восточных поселений одновременно с целью обеспечения прогресса населения и расширения строительных возможностей. Однако несмотря на возможность напрямую управлять созданием и развитием Восточных поселений, фокус игры по прежнему приходится на Европейские поселения. Восток остается торговым партнёром Европы, позволяя её населению повышать класс. Для этого Восточные товары, такие как специи, индиго и кварц, должны быть произведены и доставлены из Восточных колоний.

## Дополнение
| Иноязычные издания    | Иноязычные издания |
| Издание               | Оценка             |
| --------------------- | ------------------ |
| IGN                   | 6,5/10             |
| Русскоязычные издания |                    |
| Издание               | Оценка             |
| «Игромания»           | 6,0/10             |

Anno 1404: Venice (в России известно как «Anno 1404: Венеция») — официальное дополнение к оригинальной части игры. Обновление содержит 15 полностью новых сюжетных миссий для одиночного прохождения. Все события будут связаны с Венецией, которой посвящено дополнение. Управлять городом напрямую не будет возможности, он всегда выступает в роли сильного соседа, важного торгового пункта и источника новых заданий. Кроме одиночных миссий в игре появился полноценный мультиплеер, где игроки смогут действовать совместно в режиме реального времени.

## Отзывы
| Сводный рейтинг       | Сводный рейтинг |
| Агрегатор             | Оценка          |
| --------------------- | --------------- |
| GameRankings          | 82,11 %         |
| Metacritic            | 82/100          |
| Иноязычные издания    |                 |
| Издание               | Оценка          |
| Eurogamer             | 8/10            |
| GameSpot              | 8,5/10          |
| GamesRadar+           | [ 7 ]           |
| IGN                   | 8,2/10          |
| Русскоязычные издания |                 |
| Издание               | Оценка          |
| «Игромания»           | 8,5/10          |

Игра заняла второе место в номинации «Стратегия года» (2009) журнала «Игромания», уступив Empire: Total War.